# 용암초등학교 (강원)
용암초등학교는 대한민국 강원특별자치도 화천군에 있는 공립 초등학교이다.

## 학교 연혁
- 1943.04.01 용암국민학교 설립인가
- 1943.05.20 개교
- 1954.11.17 행정수복과 동시 재개교
- 1955.08.09 용암국민학교 거례분교장 설립인가
- 1966.03.01 거례분교 본교 승격으로 분리
- 1979.10.25 새수업 체제 협력 연구학교 발표
- 1981.02.28 새마을 교육 유공학교로 표창
- 1983.03.01 거례 분교장 재편입
- 1987.08.09 용암초등학교 병설 유치원 설립인가
- 1991.12.31 학교 경영 우수학교 표창 (교육부)
- 1993.03.01 거례 분교장 통폐합
- 1997.10.23 강원도 교육청 지정 소규모 학교 고육과정 운영발표
- 2001.02.16 제47회 졸업식 (총 1,544명)
- 2001.12.31 환경가꾸기 유공학교로 표창 (강원도 교육감)
- 2003.01.17 새학교 문화창조 우수학교, 교육활동 유공학교(강원도 교육감)
- 2003.12.31 학교평가 인성부문 우수학교 선정
- 2004.02.18 제 50회 졸업식 (총 1,574명)
- 2004.09.11 춘천 호반 라이온스 클럽과 자매결연
- 2004.10.06 민속 박물관 초청 서울문화 탐방교실(~8일, 청와대 외)
- 2005.06.27 전통문화체험(~28일, 한국민속촌)
- 2005.07.18 청소년 호연지기 함양수련회(~20일, 토고미마을)
- 2006.02.17 제 52회 졸업식 (총 1,584명)
- 2006.05.16 강원교육 인증제 실천 으뜸상 학교 표창(강원도 교육감)
- 2007.02.16 제 53회 졸업식 (총 1,587명)
- 2008.02.16 제 54회 졸업식 (총1,592명)
- 2008.12.09 제7회 으뜸 교육상 수상
- 2009.02.13 제 55회 졸업식 (총1,598명)
- 2009.11.17 강원도 화천교육청 지정 연구학교 합동 보고회
- 2009.12.22 2009 화천교육 성과설명회
- 2010.02.11 제56회 졸업식(8명 졸업, 총 졸업생수 1606명)
- 2010.09.01 제18대 교장 김철준 부임
- 2011.02.11 제57회 졸업식 (10명 졸업, 총 졸업생수 1,616명)
- 2011.12.30 대한민국 좋은 학교 선정, 박람회 참가 표창
- 2011.12.31 100대 교육과정 우수학교 선정(교육과학기술부장관표창)
- 2012.02.10 제58회 졸업식 (9명 졸업, 총 졸업생수 1,625명)
- 2012.02.17 농어촌 연중돌봄학교 우수상 표창 (교육과학기술부장관)
- 2012.11.10 2012 전국학교스포츠클럽 궁도대회 남자 단체전 우승
- 2013.02.08 제59회 졸업식 (13명 졸업, 총 졸업생수 1,638명)
- 2013.05.02 창의경영학교 컨설팅
- 2014.02.11 제60회 졸업식 (7명 졸업, 총 졸업생수 1,645명)
- 2014.03.01 제19대 교장 김수남 부임
- 2015.02.06 제61회 졸업식 (9명 졸업, 총 졸업생수 1,654명)

## 참고 자료
- 용암초등학교 - 한국교육학술정보원 학교알리미